# 13. korpus (Kopenska vojska ZDA)
Za druge 13. korpuse glejte 13. korpus.
13. korpus (angleško XIII Corps) je bil korpus Kopenske vojske Združenih držav Amerike.